# Carlos Prieto
Carlos Prieto Marcos (Mèrida, 2. veljače 1980.) je španjolski rukometaš. Igra na mjestu kružnog napadača. Španjolski je reprezentativac. Trenutačno igra za slovenski klub RK Celje. Još je igrao za Barcelonu, Galdar, Ciudad Real, Valladolid i Rhein Neckar-Löwen.
Osvajač je brončane medalje na OI u Pekingu 2008. Osvajač je brojnih europskih klupskih naslova.

## Vanjske poveznice
- Profil bei den Rhein-Neckar Löwen  Arhivirana inačica izvorne stranice od 31. prosinca 2010. (Wayback Machine)